# Cochigró
Cochigró est un corregimiento situé dans le district de Changuinola, province de Bocas del Toro, au Panama. En 2010, la localité comptait 1 812 habitants.

## Démographie
En 2010, elle avait une population de 1 812 habitants selon les données de l'Institut national des statistiques et du recensement et une superficie de 548,9 km2, ce qui équivaut à une densité de population de 3,3 habitants par km2.

### Statistiques ethniques
- 86,81 % chibchas[3]
- 6,95 % mestizos
- 6,24 % afro-panaméens[3]